# Mătasea Română
Mătasea Română Cisnădie este o companie producătoare de textile din România.
Compania produce țesături tip mătase și țesături matlasate cu destinația căptușeli pentru confecții.
A fost înființată în anul 1926 și a fost cunoscută până în anul 1990 sub denumirea de Întreprinderea textilă „Mătasea Roșie” Cisnădie.
Principalul acționar al companiei este omul de afaceri Leister Horst, cu 43% din acțiuni.
Compania a avut o cifră de afaceri de 6,1 milioane lei în primele nouă luni din anul 2008.
Număr de angajați:
- 2008: 144[3]
- 2007: 161[3]

Cifra de afaceri în 2009: 1,5 milioane euro